# نبرد شایلو
نبرد شایلو (انگلیسی: Battle of Shiloh) همچنین شناخته شده با عنوان دیگر؛ نبرد پیتزبورگ لندینگ، نبردی است مربوط به جبهه غربی در جنگ داخلی آمریکا که در تاریخ ۶ تا ۷ آوریل سال ۱۸۶۲ به وقوع پیوست. ارتش اتحادیه ایالات متحده، تحت هدایت میجر یولیسیز سایمن گرانت با عبور از طریق رود تنسی و گذر از قلب تنسی، ضمن رسیدن به پترزبورگ لندینگ، اقدام به ساخت استحکامات در بخش غربی رود تنسی نمود. ارتش میسی‌سیپی موتلفه، به رهبری میجر آلبرت سیدنی جانستون و فرمانده دوم، پی.جی.تی. بوریگارد با یک هجوم غافلگیرانه از طریق پایگاه خود در کرینت، میسی‌سیپی قصد متلاشی کردن ارتش اتحادیه را داشتند. جانستون در این یورش به شدت مجروح و پس از وی، بوریگارد فرماندهی مستقیم ارتش را به دست گرفت. بوریگارد تصمیم گرفت که بر شدت فشار از طریق حمله شبانه تا سپیده‌دم روز بعد بیفزاید. بعد از یک شبانه‌روز، بخشی از نیروهای هنگ پیاده شمالی و سه هنگ دیگر از ارتش اوهایو به فرماندهی میجر ژنرال دون کارلوس بوئل، با پیوستن به گرانت، عملاً باعث تقویت ارتش گرانت و قوای اتحادیه گردیدند. نیروهای اتحادیه، در سپیده‌دم صبح روز بعد با یک ضدحمله غیرمنتظره، تمام دستاوردهای روزهای گذشتهٔ ارتش موتلفه را از بین بردند.
در روز ششم آوریل و اولین روز نبرد، ارتش موتلفه قصد داشت تا مواضع دفاعی اتحادیه را از رودخانه دور نموده و به سمت باتلاق‌های «اول کریک» در سمت غرب هدایت نماید. جانستون امیدوار بود تا بتواند ارتش گرانت را تا قبل از ورود غیرقابل پیش‌بینی ارتش اوهایو شکست دهد. خطوط جنگی ارتش موتلفه در طول نبرد دچار اشتباهات فاحشی گردید و سربازان گرانت با حرکت از سمت شمال‌شرقی به موازات پترزبورگ لندینگ رسیدند. هنگ‌های سرتیپ بنیامین پرنتیس و ویلیام هروی لیم والاس در کنار جادهٔ باتلاقی و در منطقه‌ای که با عنوان هورنست نست شناخته گردید، در حال ابتیاع زمان لازم برای رسیدن باقیماندهٔ خطوط ارتش اتحادیه بودند تا بتوانند از این خطوط، در قبال آتش مستقیم توپخانه موتلفه محافظت نمایند. هنگامی که موقعیت این هنگ‌ها تحت فشار فزاینده به خطر افتاد، والاس نیز مجروح و گروه بسیاری از سربازان هنگ وی محاصره و در نهایت تسلیم شدند. جانستون در حالی که هدایت یک یورش و شارژ را بر عهده داشت، با اصابت گلوله‌ای به پایش مجروح و در اثر شدت خونریزی درگذشت. بوریگارد اذعان داشت که ارتش وی چگونه بر اثر اعمال فشارهای روزانه مستهلک و فرسوده گردید و تصمیم گرفت که همان شب مواضع جبهه مقابلش را مورد تهاجم قرار دهد.
نیروهای بوئل، در حالی که به خوبی سازمان‌یافته و مجهز بودند، هنوز در جنگ شرکت نکرده و خسته از بطالت بودند و در نهایت به اتفاق یک هنگ از ارتش گرانت، در صبح ششم آوریل وارد میدان نبرد شدند و همین موضوع باعث گردید تا فرماندهان اتحادیه در سراسر خطوط جبهه دست به ضدحمله بزنند و نیروهای کنفدراسیون موتلفه، چاره‌ای جز عقب‌نشینی نیافتند و آخرین امید آنها در جهت جلوگیری از پیشتازی نیروهای اتحادیه به سمت شمال میسی‌سیپی بر باد رفت. نبرد شایلو دارای بیشترین میزان تلفات نظامی در تاریخ ایالات متحده پس از نبرد استونز ریور نبرد چنسلورزویل و همچنین درگیری سه‌روزهٔ نبرد گتیسبرگ می‌باشد.

## اتحادیه
| فرماندهان ارتش اتحادیه                                        |
| ------------------------------------------------------------- |
| - میجر ژنرال یولیسیز سایمن گرانت - میجر ژنرال دون کارلوس بوئل |

| فرماندهان ارتش اتحادیه (ارتش تنسی) |
| --- |
| - بریگاد ژنرال ویلیام تکامسه شرمن - میجر ژنرال جان الکساندر مک‌کلرناند - بریگاد ژنرال ویلیام هروی لیم والاس - بریگاد ژنرال بنیامین پرنتیس - میجر ژنرال لو والاس - بریگاد ژنرال استفن اگوستوس هورل‌بوت |